# سنگ یادبود گوانگ‌گه‌تو بزرگ

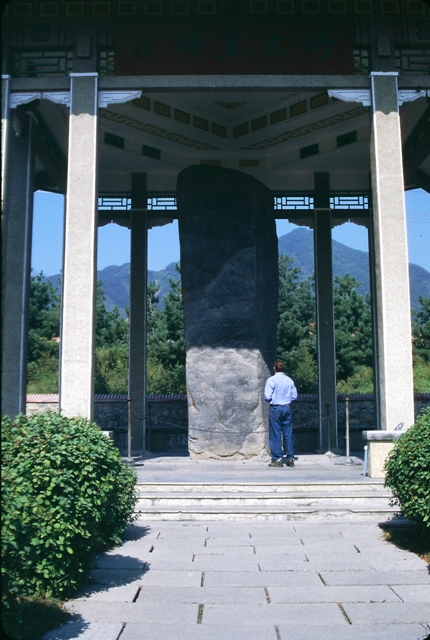
سنگ نوشته یادبود گوانگ‌گه‌تو نزدیک به ۷ متر ارتفاع دارد. (سپتامبر ۲۰۰۱)

سنگ یادبود گوانگ‌گه‌تو بزرگ (به کره‌ای: 광개토대왕릉비)؛ یک سنگ نوشته یادبود تاریخی برای آرامگاه پادشاه گوانگ‌گه‌تو بزرگ امپراتور گوگوریو است که توسط پسرش پادشاه جانگسو درسال ۴۱۴ میلادی در جی‌آن که در حال حاضر در شمال شرقی چین کنار رودخانه یالو در استان جی‌لین واقع شده است.

## ساخت
این بنا در سال ۴۱۴ میلادی توسط پادشاه جانگسو ، پسر پادشاه گوانگ‌گه‌تو بزرگ، ساخته شد. ارتفاع آن حدود ۶.۳۹ متر، عرض آن ۱.۳۸ تا ۲.۰۰ متر و طول آن ۱.۳۵ تا ۱.۴۶ متر است، اما ناهموار است. سنگ بازالت آن ۳.۳۵ × ۲.۷ متر است. ۱۷۷۵ کاراکتر با خط نستعلیق روی گرانیت چهار طرف آن حک شده است.  خواندن حدود ۱۵۰ مورد از آنها دشوار است. محتوا عمدتاً در مورد تاریخ گوگوریو و دستاوردهای پادشاه گوانگتو کبیر است و منبع تاریخی مهمی برای مطالعه تاریخ گوگوریو محسوب می‌شود. علاوه بر این، به سبک خط روحانی سلسله هان سابق نوشته شده است، بنابراین منبع خوبی برای مطالعه کتیبه‌شناسی است.
این سنگ یادبود تا اواخر سلسله چوسون به عنوان سنگ یادبود امپراتور جین شناخته می‌شد. این سنگ یادبود تنها پس از لغو سیستم مهر و موم سلسله چینگ در دهه ۱۸۸۰ کشف شد و در سال ۱۸۸۸ ، زمانی که یوکوی تادانائو، محقق ژاپنی، محتوای کتیبه سنگ یادبود را بر اساس سانگگوگاموکبون (نسخه سنگ جوهر دو قلابه) فاش کرد، به جهانیان شناسانده شد.

## جزئیات
وقتی خبر کشف این سنگ یادبود منتشر شد، بسیاری از خوشنویسان و کتیبه‌نویسان از آن سنگ‌نوشته‌هایی ساختند. با این حال، در فرآیند زدودن خزه از سطح سنگ یادبود با روشن کردن آتش برای ایجاد یک سنگ‌نوشته‌ی استادانه‌تر ، مقداری از سطح سنگ یادبود آسیب دید و آهک نیز به سطح آن مالیده شد که به آن آسیب رساند، که باعث ایجاد جنجال در تحقیقات بعدی شد. به طور خاص، سال سین‌میو روی سنگ یادبود گوانگ‌گه‌تو هنوز موضوع بحث‌های زیادی است.
این سنگ یادبود عموماً به سه بخش تقسیم شده است. بخش اول که به تاریخ از تأسیس گوگوریو تا پادشاه گوانگ‌گه‌تو می‌پردازد، از سطرهای ۱ تا ۶ در صفحه اول سنگ قبر است. بخش دوم که جنگ‌های کشورگشایی پادشاه گوانگ‌گه‌تو را توصیف می‌کند، از سطر ۷ در صفحه اول تا سطر ۸ در صفحه سوم است. بخش آخر که به ساخت سنگ قبر و خادمان مقبره می‌پردازد، از سطر ۸ در صفحه سوم تا سطر ۹ در صفحه چهارم است.

## پروژه مهندسی شمال شرقی
چین برای جلوگیری از بازپس‌گیری سه استان شمال شرقی پس از پروژه شمال شرقی و اتحاد، و برای جلوگیری از استقلال و ادغام قومیت‌های کره‌ای در کره، ستون یادبود گوانگ‌گه‌تو را با شیشه و سقف مسدود کرده است تا مردم نتوانند به آن نزدیک شوند و حتی اجازه عکاسی را نیز نمی‌دهد.

## آثار مشابه
در گیو-مون دو-دونگ، گوری-سی، گیونگ-دو، کره جنوبی، سنگ یادبود گوانگ‌گه‌تو بزرگ متعلق به پادشاه گوانگ‌گه‌تو بزرگ وجود دارد که از نظر اندازه و محتوا دقیقاً مشابه سنگ یادبود اصلی است.